# Come lacrime nella pioggia
Come lacrime nella pioggia è un singolo del cantante italiano Enrico Ruggeri, pubblicato il 1º marzo 2019 come unico estratto dall'album in studio Alma.

## Tracce
Testi e musiche di Enrico Ruggeri e Pico Rama.
1. Come lacrime nella pioggia – 3:34